# Oskar Bachmann
Oskar Bachmann (* 3. Juli 1941; † 24. März 2013 in Männedorf) war ein Schweizer Politiker (SVP). Bachmann war Kantons- und Bildungsrat des Kantons Zürich. Sein besonderer Einsatz galt der Lehrlingsausbildung.

## Vita
Oskar Bachmann war Wirt des Gasthofs Metzg in Stäfa. Zudem studierte er Betriebswirtschaft. Dem Zürcher Kantonsrat gehörte er von 1984 bis 2003 an, sein Wahlkreis war der Wahlkreis Meilen. Bachmann war auch Präsident des Zürcher Wirteverbands. Er starb am 24. März 2013 im Alter von 71 Jahren.